# Landtag Schwarzburg-Rudolstadt (1827–1832)
Dieser Artikel behandelt den zweiten Landtag Schwarzburg-Rudolstadt 1827 bis 1832 einschließlich des außerordentlichen Landtages 1831.

## Landtag
Der zweite Landtag Schwarzburg-Rudolstadt wurde 1826/1827 gewählt. Nachwahlen erfolgten 1830.
Als Abgeordnete wurden gewählt:
| Name                                                 | Wohnort/Rittergut           | Kurie              | Wahlkreis                                        | Anmerkung                                                                 |
| ---------------------------------------------------- | --------------------------- | ------------------ | ------------------------------------------------ | ------------------------------------------------------------------------- |
| Johann Georg Engelhardt                              | auf Fischersdorf            | Rittergutsbesitzer | Oberherrschaft                                   |                                                                           |
| Traugott Anton Garthoff                              | Frankenhausen               | Städte             | Frankenhausen                                    |                                                                           |
| Johann Georg Hempel                                  | Heberndorf                  | Landgemeinden      | Ämter Leutenberg und Könitz                      | Gewählt 1830 als Nachfolger von Justinus                                  |
| Johann August Theodor Hoffmann                       | Stadtilm                    | Städte             | Ilm                                              |                                                                           |
| Carl Wilhelm Heinrich von Hoheneck                   | auf Griesheim               | Rittergutsbesitzer | Oberherrschaft                                   | Gewählt 1830 als Nachfolger eines ausgeschiedenen Rittergutsbesitzers     |
| Ludwig Magnus von Holleben                           | auf Wildenspring            | Rittergutsbesitzer | Oberherrschaft                                   | Wegen Auslandsaufenthalt 1831 verhindert. Ersetzt durch Engelhardt        |
| Karl Ludwig Anton von Holleben gen. von Normann      | auf Unterköditz und Fröbitz | Rittergutsbesitzer | Oberherrschaft                                   | Ausscheiden festgestellt am 10. November 1830                             |
| Maximilian Albrecht Ernst von Hopffgarten            | auf Schlotheim              | Rittergutsbesitzer | Unterherrschaft                                  | Wegen Krankheit 1831 verhindert                                           |
| Albrecht Wilhelm Justinus                            | Roda                        | Landgemeinden      | Ämter Leutenberg und Könitz                      | Verstorben am 24. Juli 1828. Nachfolger: Hempel                           |
| Karl Ulrich Freiherr von Ketelhodt                   | auf Lichstedt               | Rittergutsbesitzer | Oberherrschaft                                   | Ausscheiden festgestellt am 10. November 1830                             |
| Adam Friedrich Knoch                                 | Blankenburg                 | Städte             | Leutenberg, Blankenburg und Teichel              |                                                                           |
| Johann Michael Lang                                  | Rudolstadt                  | Städte             | Rudolstadt                                       |                                                                           |
| Johann Friedrich Morgenroth                          | Teichröda                   | Landgemeinden      | Ämter Rudolstadt und Blankenburg                 |                                                                           |
| Johann Christoph Otto                                | auf Bechstedt               | Rittergutsbesitzer | Oberherrschaft                                   | Gewählt 1830 als Nachfolger eines ausgeschiedenen Rittergutsbesitzers     |
| Johann David Andreas Raue                            | Thaleben                    | Landgemeinden      | Unterherrschaft                                  |                                                                           |
| Leberecht Christian Gotthold Rose                    | Königsee                    | Städte             | Königsee                                         |                                                                           |
| Karl August Alexander von Schade                     | auf Kleinliebringen         | Rittergutsbesitzer | Oberherrschaft                                   | Gewählt 1830 als Nachfolger eines ausgeschiedenen Rittergutsbesitzers     |
| Johann Heinrich Unbehaun                             | Unterhain                   | Landgemeinden      | Amt Schwarzburg                                  |                                                                           |
| Johann Christoph Vogler                              | Milbitz b.P.                | Landgemeinden      | Ämter Ilm, Ehrenstein, Paulinzella und Seebergen |                                                                           |
| Friedrich Wilhelm Heinrich Carl August von Witzleben | auf Angelroda               | Rittergutsbesitzer | Oberherrschaft                                   | Am 10. Mai 1830 wegen Berufung in das Geheime Ratskollegium ausgeschieden |

Fürst Friedrich Günther bestimmte mit fürstlichem Dekret Friedrich Wilhelm Freiherr von Ketelhodt zum Landtagskommissar und damit auch zum Parlamentspräsidenten. Als Kon-Kommissar wurde Christian Wilhelm Schwartz bestimmt.
Der Landtag kam zwischen dem 23. April 1827 und dem 7. Mai 1827 zu neun Plenarsitzungen zusammen. In den Folgejahren trat der Landtag nicht mehr zusammen. Für die laufenden Geschäfte wurde ein Landtagsausschuss gewählt, der sich aus folgenden Abgeordneten zusammensetzte:
| Jahr | Mitglied                                                                                | Mitglied | Mitglied                                                                 |
| ---- | --------------------------------------------------------------------------------------- | -------- | ------------------------------------------------------------------------ |
| 1828 | von Hoppgarten                                                                          | Lang     | Unbehaun                                                                 |
| 1829 | von Witzleben                                                                           | Rose     | Morgenroth                                                               |
| 1830 | von Ketelhodt                                                                           | Garthoff | Justinus (da dieser verstorben war, nahm Unbehaun an seiner Stelle teil) |
| 1831 | Anton von Holleben (da dieser ausgeschieden war, nahm von Schade an seiner Stelle teil) | Knoch    | Vogler                                                                   |
| 1832 | Magnus von Holleben (da dieser ausgeschieden war, nahm von Otto an seiner Stelle teil)  | Hoffmann | Raue                                                                     |

1831 rief der Fürst den Landtag zu einer außerordentlichen Session zusammen. Der Außerordentliche Landtag tagte vom 6. Januar 1831 bis zum 19. Januar in fünf Plenarsitzungen.